# Fixer des vertiges
Les Photographies de Willy Ronis
 (août 2021).
Si vous disposez d'ouvrages ou d'articles de référence ou si vous connaissez des sites web de qualité traitant du thème abordé ici, merci de compléter l'article en donnant les références utiles à sa vérifiabilité et en les liant à la section « Notes et références ».
Fixer des vertiges : Les Photographies de Willy Ronis est un essai de Michel Onfray portant sur 16 photographies de Willy Ronis prises entre 1934 et 1988, et publié en 2007 aux éditions Galilée.

## Chapitrage et correspondances artistiques
L'essai se compose de correspondances artistiques liées aux photographies précédées par des chapitres introductifs.
1. « Vertiges » est un chapitre introductif où est évoqué le rapport de la photographie au temps
2. « Musées » est un chapitre analytique et biographique sur Willy Ronis
3. « Formes »
4. « Intuitions » fait référence à la photographie La Fête de l'Humanité (1934, no 1) avec pour correspondance le travail de Boudin, La Grande Jatte de Georges Seurat (1XXX) et Le Repos du dimanche (1947, no 2 à Champigny)
5. « Emblématique » fait référence à la photographie Dimanche au Louvre (1968, no 3) et André Lhote (1947, no 4) avec pour correspondance X de X (1XXX)
6. « Abymes » fait référence à la photographie X (19XX, no X) avec pour correspondance X de X (1XXX)
7. « Travail » fait référence à la photographie X (19XX, no X) avec pour correspondance X de X (1XXX)
8. « Structures » fait référence à la photographie X (19XX, no X) avec pour correspondance X de X (1XXX)
9. « Poutrelles » fait référence à la photographie X (19XX, no X) avec pour correspondance X de X (1XXX)
10. « Visage » fait référence à la photographie Mineur silicosé (1951, no 6) avec pour correspondance Les Mangeurs de pommes de terre de van Gogh (1885) et Patience escalier (1888) du même artiste
11. « Politique » ne fait pas de référence directe à une photographie exposée dans le livre mais les œuvres suivantes sont citées :
12. « Icônes » & 13. « Voix » font référence aux photographies 14 juillet 1936 (1936, no 7) et Rose Zehner (Grève chez Citroën)[3] (1938), no 8) avec pour correspondance La Liberté guidant le peuple de Delacroix (1831), Le Cri de Munch et Le Serment du jeu de paume de David
13. « Loisirs » fait référence à la photographie Fête à Murs (1959, no 9) avec pour correspondance Les Loisirs : Hommage à Louis David de Fernand Léger (1948-1949)
14. « Guinguette » fait référence à la photographie La Guinguette Beau Rivage (1947, no 10) avec pour correspondance Le Déjeuner des canotiers (1881) et Femme jouant de la guitare (1896-1897) de Renoir
15. « Jeux » fait référence à la photographie Aubagne (1947, no 11) avec pour correspondance Au temps d'Harmonie de Paul Signac (1893-1895)
16. « Rues » fait référence à la photographie Spakenburg (1954, no 12) avec pour correspondance Cour intérieure d'une maison à Delft de Pieter de Hooch (1658) et aussi Boulevard Richard-Lenoir (1946, no 13) avec pour correspondance Le Boulevard vu d'en haut et Vue prise à travers un balcon de Gustave Caillebotte (les deux 1880)
17. « Corps » fait référence à la photographie Piscine de l'Isle-Adam (1950, no 14) avec pour correspondance Jugement de Pâques de Renoir (1XXX)
18. « Elle » fait référence à la photographie Le Nu provençal (1949, no 15) avec pour correspondance d'autres photos de la femme de Willy Ronis qui est le modèle de ce nu[4].
19. « Mort » fait référence à la photographie La Vieille Dame dans un parc (1998, no 16) avec pour correspondance Paysage à Beaulieu de Renoir (1899)